# 2621 Goto
A 2621 Goto (ideiglenes jelöléssel 1981 CA) a Naprendszer kisbolygóövében található aszteroida. Tsutomu Seki fedezte fel 1981. február 9-én.